# Cheo Feliciano
José Luis Feliciano Vega (Ponce, 3 de julio de 1935-San Juan, 17 de abril de 2014), más conocido artísticamente como Cheo Feliciano, fue un cantante y músico puertorriqueño de salsa y bolero.

## Biografía
Fue hijo del matrimonio de Margarito Feliciano y de Crescencia Vega de Feliciano, quienes vivían del trabajo del padre como carpintero. Siendo artista reconocido, varios años después, reconoció que su infancia fue pobre, aunque feliz. Los días domingos, cuando el padre estaba libre, se dedicaba a cocinar y a cantar algún bolero de esa época siendo acompañado por la madre y esta rutina familiar se convirtió en su primera influencia musical. 
Se inició en la música a través del bolero como percusionista en su ciudad natal y en 1952 se trasladó a Nueva York con su familia trabajando inicialmente como mensajero, sin terminar sus estudios y luego como músico para diversas orquestas. En 1955, se encontraba trabajando como atrilero en la orquesta del músico y cantante Tito Rodríguez y este se percata del talento de percusionista y cantante de Feliciano. Gracias a ello, Rodríguez le ofrece la oportunidad de cantar junto a su orquesta en el club nocturno neoyorquino, hoy desaparecido, Palladium. Feliciano sale airoso de la prueba y Rodríguez le recomienda al músico Joe Cuba su inclusión en su sexteto, con lo que inicia su carrera en forma independiente hacia 1957. Dos años después, se casa con una joven que había conocido durante esas actuaciones llamada Socorro Prieto León.
Luego de estar diez años en esta orquesta, formó parte de la agrupación de Eddie Palmieri como vocalista entre 1967 y 1969. Sus problemas de drogadicción surgieron durante esta etapa en la cual consumió marihuana y heroína y aunque siguió trabajando se dio cuenta del daño que causaba así a su familia por lo que se retiró temporalmente de la música y ayudado por su amigo y colega Tommy Olivencia ingresó a una de las sedes de Hogares Crea para rehabilitarse, en Puerto Rico, siendo apoyado por Tite Curet Alonso y el abogado y empresario estadounidense Jerry Masucci, quien se interesó en que el artista fuese contratado para su empresa Fania Records. Una vez que se rehabilitó, regresó a la actividad artística en 1971 y se consolidó como uno de los íconos latinoamericanos de la salsa. Así inicia su discografía de manera independiente al firmar contrato con la subsidiaria de Fania Records, llamada Vaya Records.
En 1983, se inicia como empresario discográfico al fundar su propio sello denominado Coche Records con oficina en Puerto Rico, pero el sello desaparece y firma contrato con la empresa RMM Records & Video del empresario Ralph Mercado con la que grabó cinco álbumes. Posteriormente, llega a un acuerdo con el grupo venezolano La Rondalla Venezolana y la discográfica venezolana Palacio de la Música para grabar el álbum Son inolvidables (1995) y dos años más tarde, con la misma agrupación realiza Le Cantan al Amor. 
Se mantenía activo haciendo presentaciones y grabaciones en forma ocasional. Su último trabajo musical fue como participante del proyecto Salsa Giants, desarrollado por el productor musical Sergio George en el que se reunió con colegas suyos veteranos exponentes de la salsa como La India, Oscar D'León, Andy Montañez, Tito Nieves, José Alberto "El Canario", Ismael Miranda y Willy Chirino. Con este grupo grabó e hizo el vídeo del tema "Bajo la Tormenta" que fuera presentado en marzo del año 2013. Este tema forma parte de un disco compacto en formato EP de 5 temas que sería presentado al mes siguiente.

### Fallecimiento
El 17 de abril de 2014 se informó su fallecimiento en un accidente de tránsito en el Barrio de Cupey (Bajo) del Municipio de San Juan, Puerto Rico, en la carretera estatal PR-176. El accidente ocurrió aproximadamente a eso de las 4:13 a. m. (de dicho día). Al parecer se quedó dormido y perdió el control del automóvil, colisionando contra un poste de tendido eléctrico. Fuentes revelan que Feliciano no portaba el cinturón de seguridad, y falleció debido a que su cráneo chocó con el cristal delantero del vehículo. La noticia fue confirmada por Oscar D' León a través de una entrevista en vivo. El velatorio del artista se realizó el 19 de abril en el Coliseo Roberto Clemente de San Juan y fue sepultado en su ciudad natal, Ponce.

## Sencillos
Entre sus principales éxitos se encuentran:
- Anacaona
- Canta
- Sobre una tumba humilde
- A las seis
- Cómo ríen
- El pito
- El ratón
- Salí porque salí
- Juan Albañil
- Amada mía
- Yo no soy un ángel
- Eres una en un millón (autoría de Ilan Chester)

## Discografía
Las siguientes son listas parciales de la producción discográfica realizada en géneros románticos y bailables por Cheo Feliciano. Es posible que no todas las producciones estén disponibles en formatos digitales.

### Discografía con Joe Cuba
| Año de publicación | Título                           | Discográfica            |
| 1959               | Red Hot and Cha Cha Cha          | Mardi Grass (EE. UU.)   |
| 1962               | Steppin' Out                     | Seeco Records (EE. UU.) |
| 1964               | Comin' at You                    | Seeco Records (EE. UU.) |
| 1965               | Diggin' the Most                 | Seeco Records (EE. UU.) |
| 1965               | We Must Be Doing Something Right | Tico Records (EE. UU.)  |
| 1965               | El Orgullo del Barrio            | Tico Records (EE. UU.)  |
| 1966               | Wanted Dead or Alive             | Tico Records (EE. UU.)  |

### Discografía como solista
| Año de publicación | Título                                       | Discográfica                      |
| 1971               | Cheo                                         | Vaya Records (EE. UU.)            |
| 1972               | La Voz Sensual de Cheo                       | Vaya Records (EE. UU.)            |
| 1973               | With a Little Help from My Friend            | Vaya Records (EE. UU.)            |
| 1973               | Felicidades                                  | Vaya Records (EE. UU.)            |
| 1974               | Looking for Love                             | Vaya Records (EE. UU.)            |
| 1976               | The Singer                                   | Vaya Records (EE. UU.)            |
| 1977               | Mi Tierra y Yo                               | Vaya Records (EE. UU.)            |
| 1979               | Estampas                                     | Vaya Records (EE. UU.)            |
| 1980               | Sentimiento, Tú...                           | Vaya Records (EE. UU.)            |
| 1982               | Profundo                                     | Vaya Records (EE. UU.)            |
| 1983               | Recuerdos Románticos (con Varios Artistas)   | Fania Records (EE. UU.)           |
| 1985               | Regresa el Amor                              | Coche Records (Puerto Rico)       |
| 1987               | Sabor y Sentimiento                          | Coche Records (Puerto Rico)       |
| 1987               | Te Regalo Mi Sabor Criollo                   | Coche Records (Puerto Rico)       |
| 1988               | Como Tú lo Pediste                           | Coche Records (Puerto Rico)       |
| 1990               | Los Feelings de Cheo                         | RMM Records & Video (EE. UU.)     |
| 1991               | Cantando                                     | RMM Records & Video (EE. UU.)     |
| 1993               | Motivos                                      | RMM Records & Video (EE. UU.)     |
| 1994               | 25 Años de Sentimiento                       | RMM Records & Video (EE. UU.)     |
| 1995               | Son Inolvidables                             | Palacio de la Música (Venezuela)  |
| 1996               | Soñar                                        | Palacio de la Música (Venezuela)  |
| 1996               | Un solo Beso: Interpreta a Armando Manzanero | RMM Records & Video (EE. UU.)     |
| 1997               | Le Cantan al Amor                            | Palacio de la Música (Venezuela)  |
| 1997               | En Cuba                                      | RMM Records & Video (EE. UU.)     |
| 1999               | Una Voz… Mil Recuerdos                       | RMM Records & Video (EE. UU.)     |
| 1999               | Cosas del Alma                               | Palacio de la Música (Venezuela)  |
| 2002               | En la Intimidad                              | RMM Records & Video (EE. UU.)     |
| 2004               | Pinceladas Navideñas                         | St. Clair Entertainment (EE. UU.) |
| 2012               | Eba Say Ajá                                  | Ariel Rivas Music (EE. UU.)       |

### Recopilaciones
| Año de publicación | Título                                                | Discográfica                                                                |
| 1971               | José "Cheo" Feliciano                                 | Alegre Records (EE. UU.)                                                    |
| 1974               | Lo Mejor de Cheo Feliciano con el Sexteto de Joe Cuba | Tico Records (EE. UU.)                                                      |
| 1976               | Cheo's Rainbow                                        | Vaya Records (EE. UU.)                                                      |
| 1984               | La Vida de Cheo Feliciano                             | Música Latina International (Puerto Rico)                                   |
| 1993               | The Best                                              | PolyGram Records (EE. UU.)                                                  |
| 1994               | The Best                                              | Globo Records - Sony Discos (EE. UU.)                                       |
| 1997               | Fania All-Stars With Cheo Feliciano                   | Fania Records (EE. UU.)                                                     |
| 1997               | Serie Cristal: Greatest Hits                          | RMM Records & Video (EE. UU.)                                               |
| 1998               | Salsa Masters: Best of Cheo Feliciano                 | Déclic Communication (Francia)                                              |
| 1999               | Latin Roots                                           | Sony Music Distribution (EE. UU.)                                           |
| 2000               | Salsa Caliente de Nu York!                            | Nascente Records (Reino Unido)                                              |
| 2002               | Feliz Feliciano                                       | Vaya Records (EE. UU.)                                                      |
| 2002               | Live Concert Series                                   | Sony Music Distribution (EE. UU.)                                           |
| 2002               | Serie 32                                              | RMM Records & Video - Universal Latin Music (EE. UU.)                       |
| 2004               | La Historia Musical de Cheo Feliciano                 | Discos Fuentes (Colombia)                                                   |
| 2004               | Las 32 Más Grandes de Cheo Feliciano                  | Líderes Entertainment (EE. UU.)                                             |
| 2004               | Romántico                                             | Vaya Records (EE. UU.)                                                      |
| 2006               | Pura Salsa                                            | RMM Records & Video - Universal Latin Music (EE. UU.)                       |
| 2007               | La Herencia                                           | Fania Records - Universal Latin Music (EE. UU.)                             |
| 2007               | La Historia... Mis Éxitos                             | Universal Latin Music - Siente Music (EE. UU.)                              |
| 2009               | El Señor Sentimiento                                  | Fania Records - Universal Latin Music (EE. UU.)                             |
| 2009               | Historia de la Salsa                                  | Fania Records - Universal Latin Music (EE. UU.)                             |
| 2011               | Selecciones Fania                                     | Fania Records - Vene Music - Universal Latin Music - Código Music (EE. UU.) |
| 2012               | Anthology                                             | Fania Records - Código Music (EE. UU.)                                      |
| 2014               | Salsa Legends                                         | Universal Latin Music - Machete Music (EE. UU.)                             |